# Hiroshima prefektur
Hiroshima prefektur (広島県 Hiroshima-ken) är belägen i Chūgoku-regionen på ön Honshū i Japan. Residensstaden är Hiroshima.
Prefekturen ligger på norra sidan av Japanska innanhavet. 

## Administrativ indelning
Prefekturen var år 2016 indelad i fjorton städer (-shi) och nio landskommuner (-chō).
Landskommunerna grupperas i fem distrikt (-gun). Distrikten har ingen administrativ funktion utan fungerar i huvudsak som postadressområden.
Hiroshima har speciell status som signifikant stad (seirei shitei toshi).
Städer:
- Akitakata, Etajima, Fuchū[a], Fukuyama, Hatsukaichi, Higashihiroshima, Hiroshima, Kure, Mihara, Miyoshi, Onomichi, Ōtake, Shōbara, Takehara

Distrikt och kommuner:
| Distrikt | Landskommuner              |
| -------- | -------------------------- |
| Aki      | Fuchū, Kaita, Kumano, Saka |
| Jinseki  | Jinsekikōgen               |
| Sera     | Sera                       |
| Toyota   | Ōsakikamijima              |
| Yamagata | Akiōta, Kitahiroshima      |

1. 1 2  Det finns både en stad och en landskommun med namnet Fuchū. De ligger i olika delar av prefekturen.

## Galleri

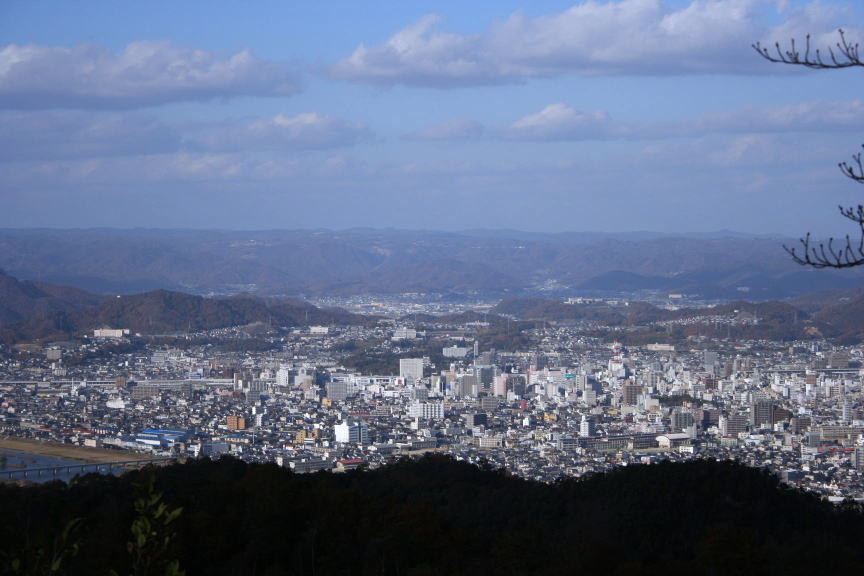
Fukuyama
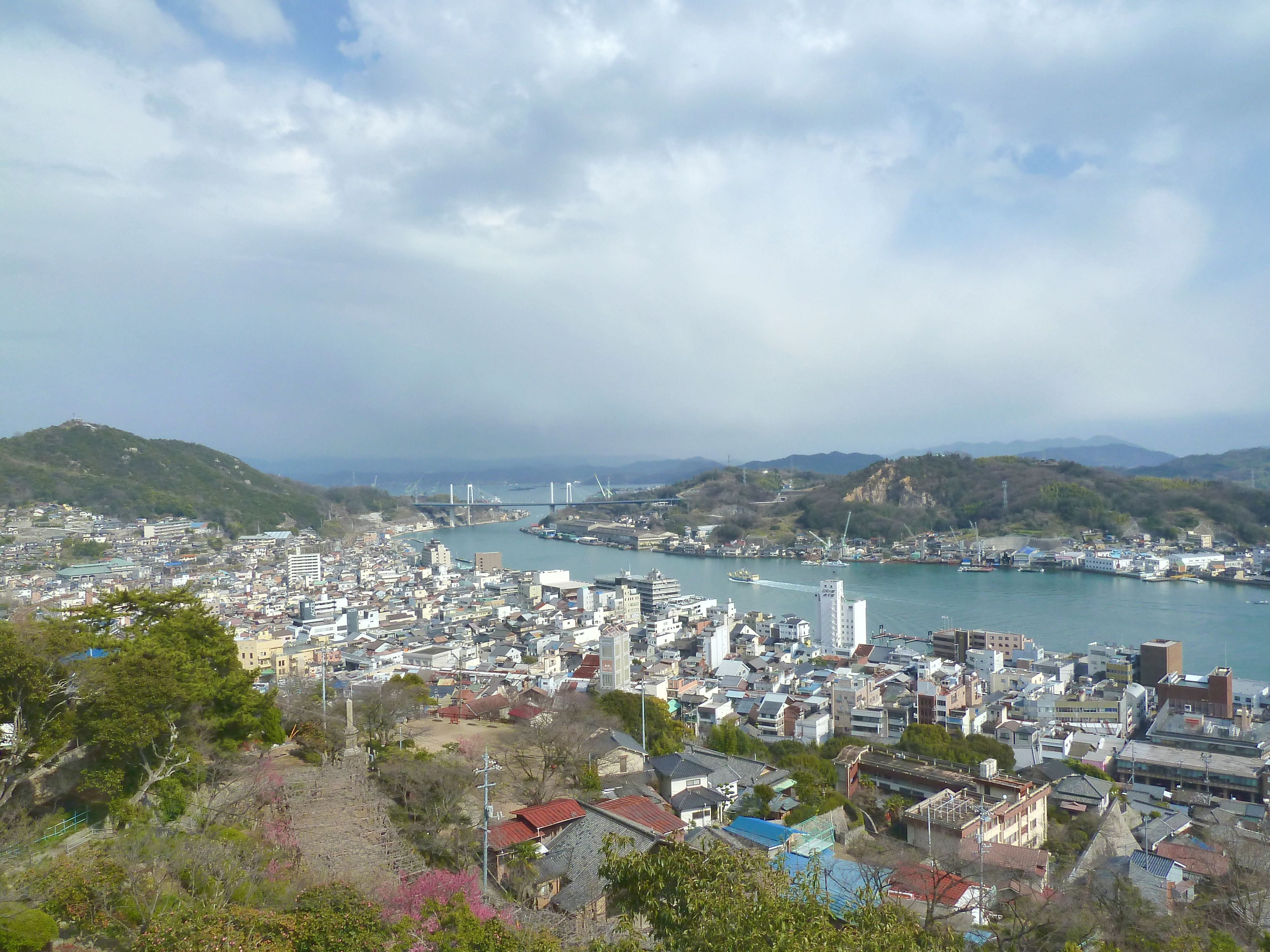
Onomichi
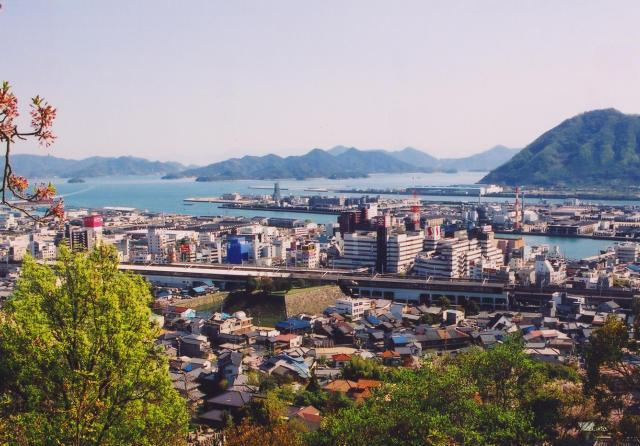
Mihara
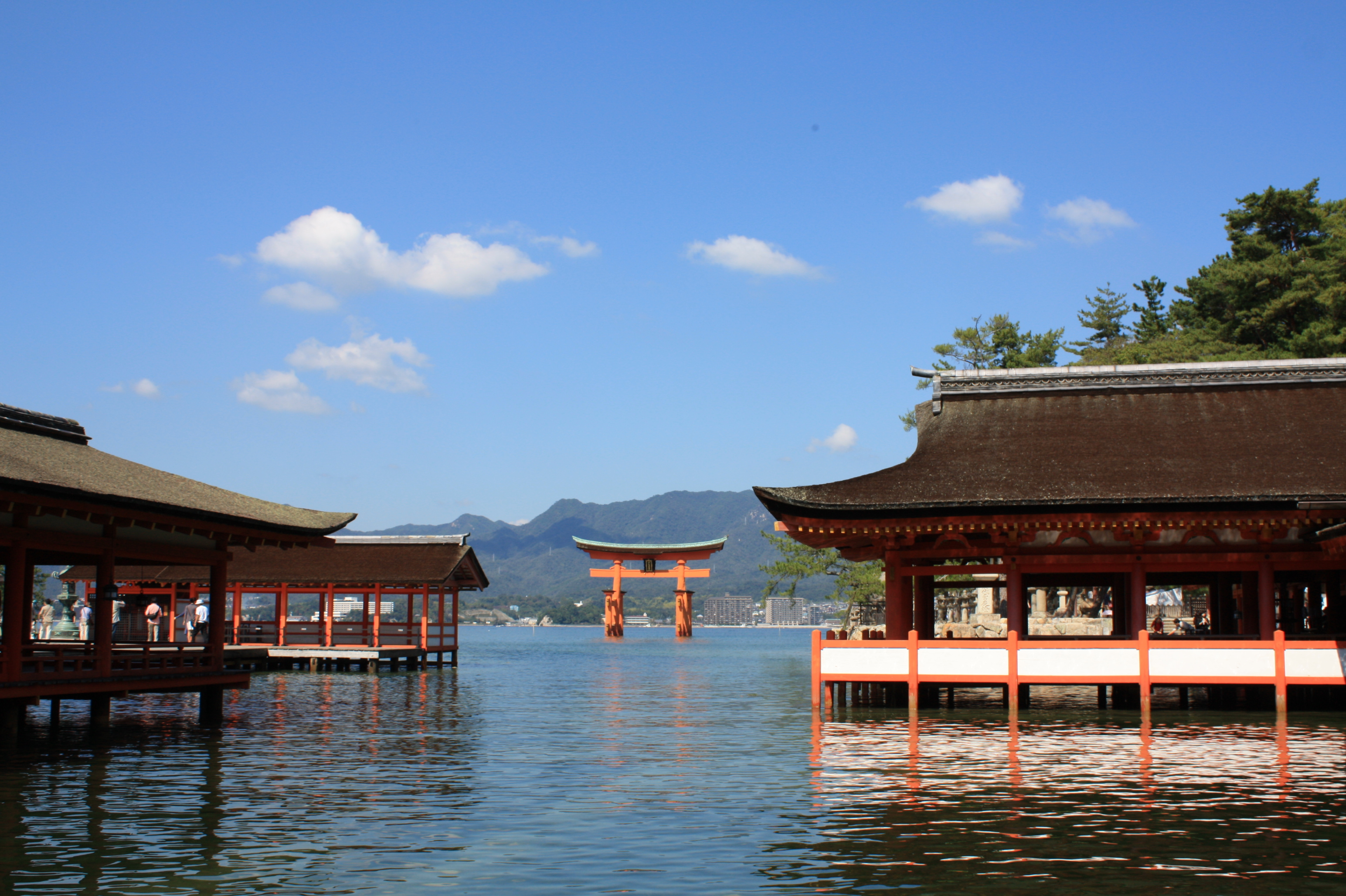
Itsukushima, Hatsukaichi
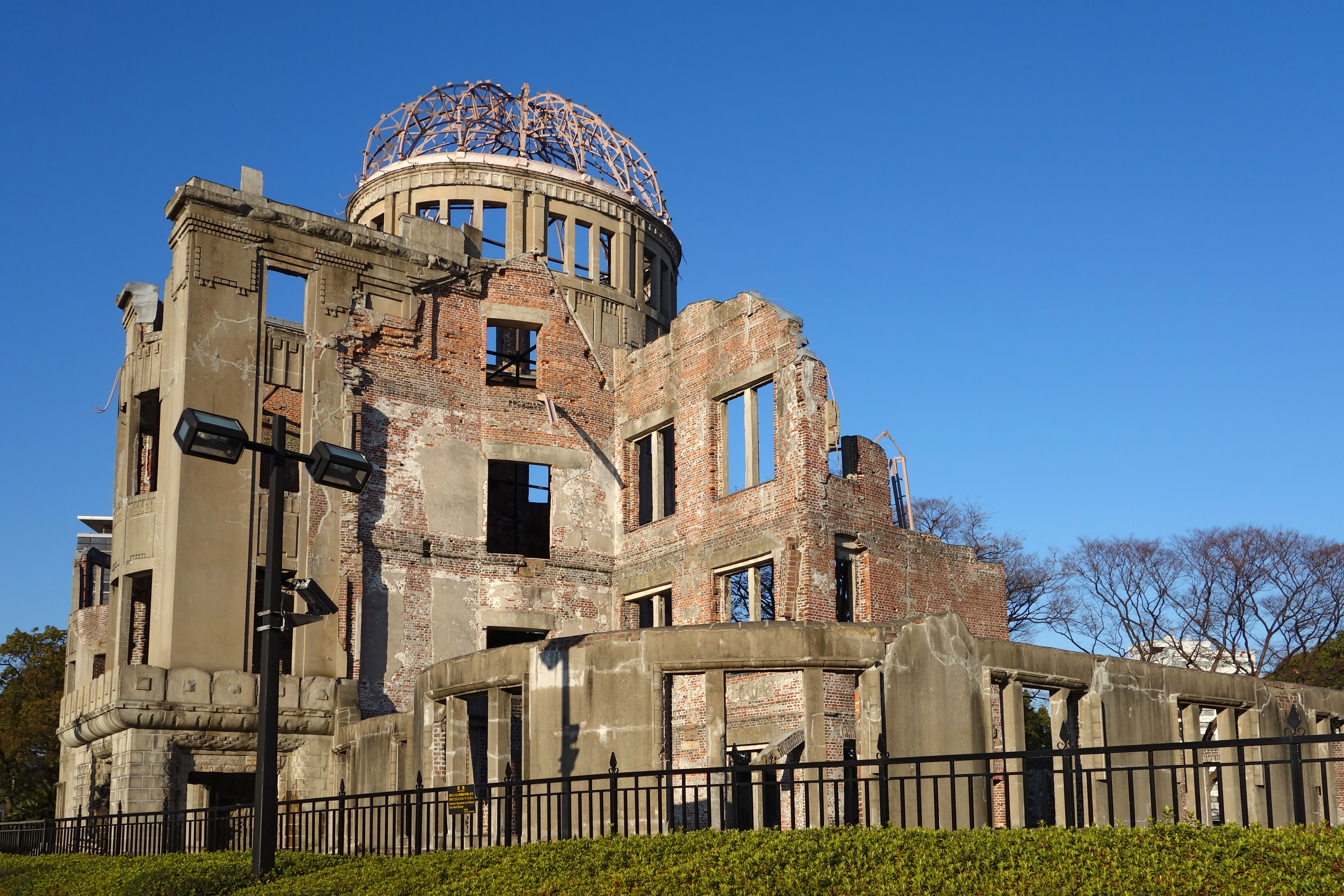
Fredsmonumentet i Hiroshima
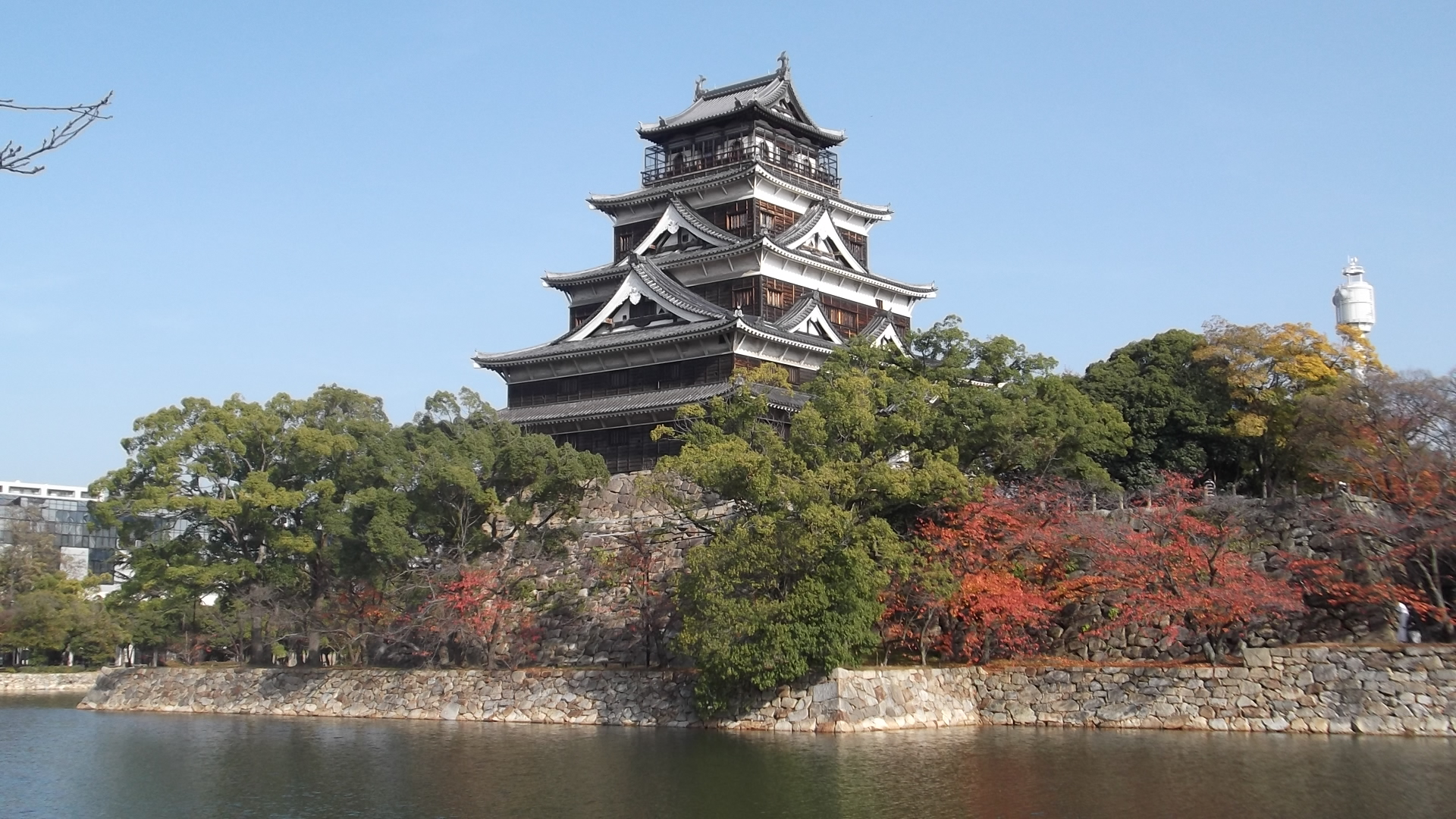
Hiroshima slott
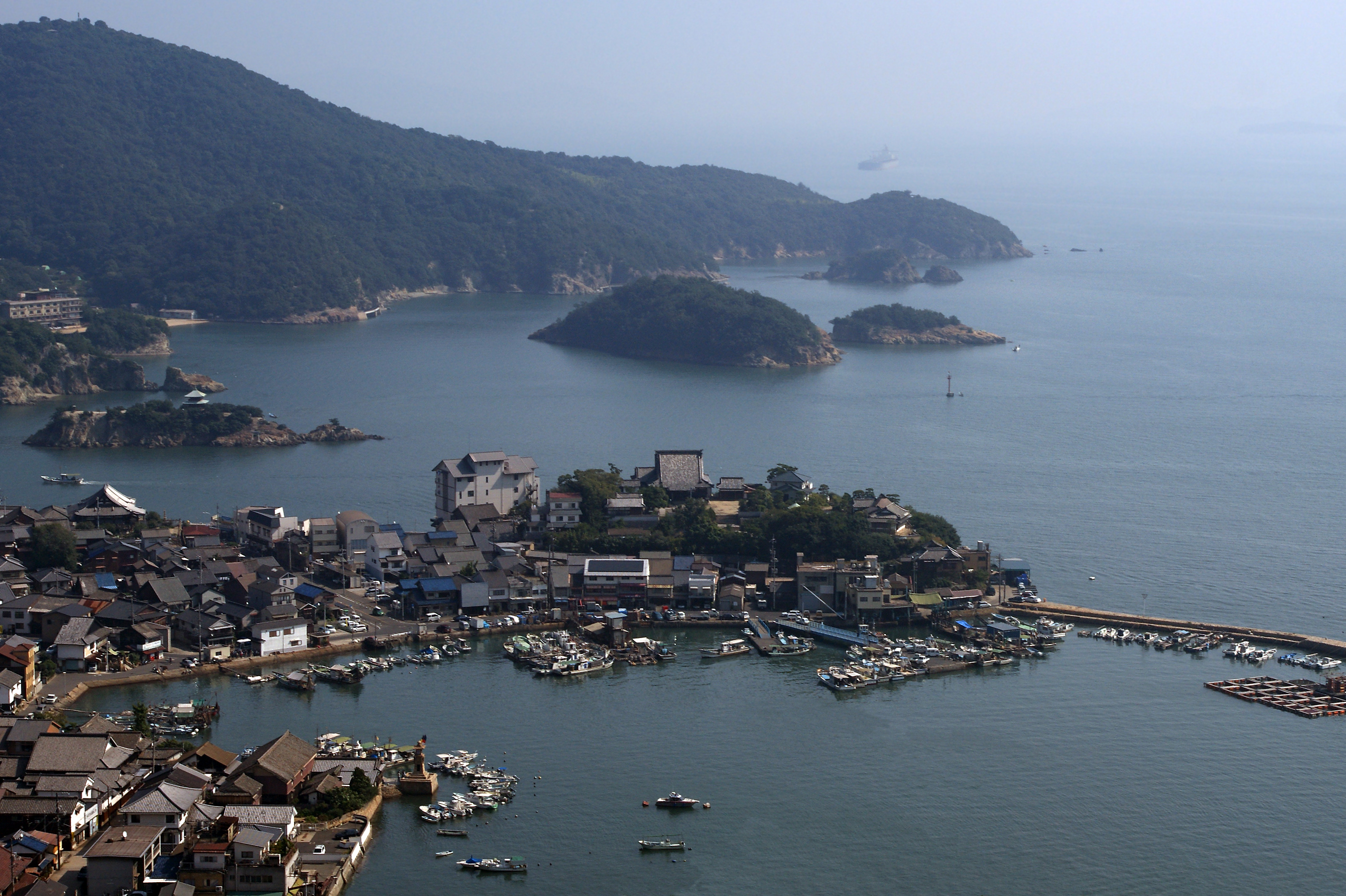
Tomonoura, Fukuyama